# Johannes Theodorus van der Kemp
Johannes Theodorus van der Kemp (Rotterdam, 17 mai 1747-Le Cap, 15 décembre 1811) est un missionnaire, médecin et explorateur néerlandais.

## Biographie
Né dans une famille de pasteurs, il étudie la philosophie et la médecine à l'Université de Leyde dont il est diplômé en 1763. Il s'engage ensuite dans l'armée où il sert de 1766 à 1781.
Établi médecin à Middelbourg puis près de Dordrecht, après la mort accidentelle par noyade de son épouse et de sa fille le 27 juin 1791, il décide d'entrer en 1797 dans la London Missionary Society.
Ordonné en novembre 1798, il est envoyé en Afrique du Sud où il se lance dans l'évangélisation des Hottentots. En juin 1803, il déplace sa mission à Port Elizabeth.
Il est le pionnier de l'étude des langues xhosa et khoïkhoï.

## Œuvres
- Tentamen theologiae dunatoscopicae, 1775
- Parmenides, 1781
- Dissertatio medica, exhibens cogitationes physiologicas de vita, et vivificatione materiae humanum corpus constituentis, 1782
- De Theodicée van Paulus, 1799
- Zegepraal der waarheid over het ongeloof, 1801
- Specimen and Vocabulary of the Caffra Language, 1804

## En littérature
Il est le sujet d'un livre de Sarah Millin, The Burning Man et d'un roman d'André Brink, Praying Mantis.